# Leishmaniose visceral

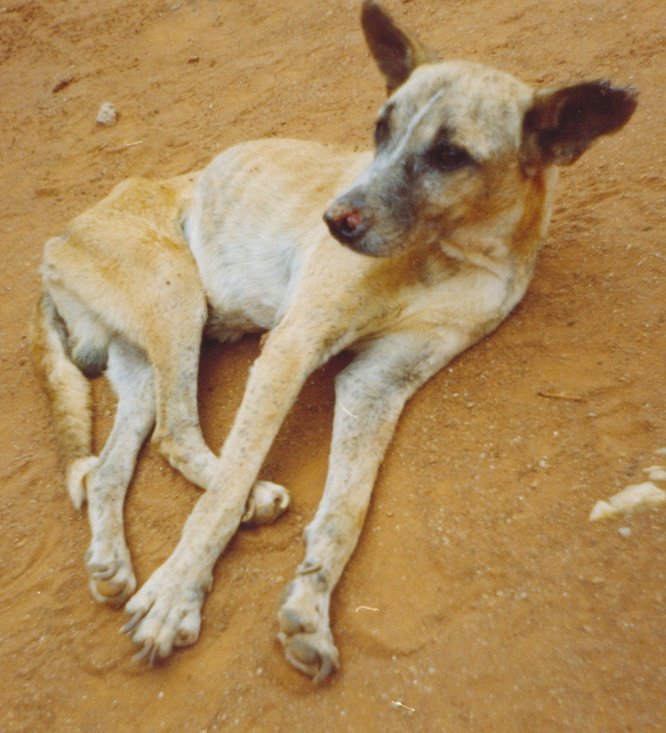
Cão com leishmaniose visceral exibindo os sintomas típicos associados à doença na espécie: unhas grandes, emagrecimento intenso, abdómen inchado. Há lesões na região do focinho, nariz. Na ponta das orelhas formam-se lesões secas e esbranquiçadas, sem pelos.

Leishmaniose visceral - também conhecida por seu nome indiano calazar (kala-azar) ou até varíola canina - é uma doença não contagiosa causada, entre outros, por três espécies de protozoários pertencentes ao gênero Leishmania, clínica e biologicamente distintas e com diferentes distribuições geográficas: Leishmania donovani, Leishmania chagasi e Leishmania infantum. Tais protozoários pertencem, juntamente com os agentes etiológicos das leishmanioses cutânea e mucocutânea, da doença de Chagas e da doença do sono, à família Trypanosomatidae. Altamente letal a humanos se não tratada, é uma das seis endemias prioritárias no mundo.
Sua transmissão se dá através de picada de flebotomíneos - também conhecidos como mosquitos-palha, com destaque para a fêmea da espécie Lutzomyia longipalpis. A doença afeta, além do homem, um número considerável de mamíferos, com destaque para os cães e roedores. Em zonas urbanas os cães são o principal reservatório da doença. Em zonas rurais os bovinos e equinos desempenham tal papel.[carece de fontes?]
A forma infectante se dá através das formas promastigotas (flageladas), que uma vez fagocitadas pelas células de defesa do organismo hospedeiro, ao invés de serem por estas digeridas, sofrem transformação - dando origem à forma amastigota (sem flagelo) da Leishmania. As formas amastigotas se reproduzem, rompendo a célula infectada e retornando à corrente sanguínea. Quando ingeridas pelo mosquito, transformam-se novamente em promastigotas no intestino do agente vetor, retornando então ao aparelho bucal do mesmo de forma a serem transferidas para outro hospedeiro, assim completando o ciclo.
No caso humano os parasitos são transportados pela corrente sanguínea por todo o corpo, afetando principalmente os órgãos com considerável concentração de leucócitos - com destaque para medula óssea, fígado, baço e linfonodos - onde se instalam, levando quase sempre a anomalias no tamanho destes, conhecidas como hepatomegalia (fígado), esplenomegalia (baço) e adenomegalia (linfonodos). O período de incubação é variado, podendo chegar a 2 anos, e na ausência de tratamento adequado, a doença é fatal em quase 100% dos casos. Em um quadro geral, dependendo da espécie do animal infectado e da imunidade do espécime em particular, a infecção por Leishmania pode passar despercebida por toda a vida, não evidenciando-se alterações clínicas significativas ou que causem transtornos à vida do animal. 

## Introdução

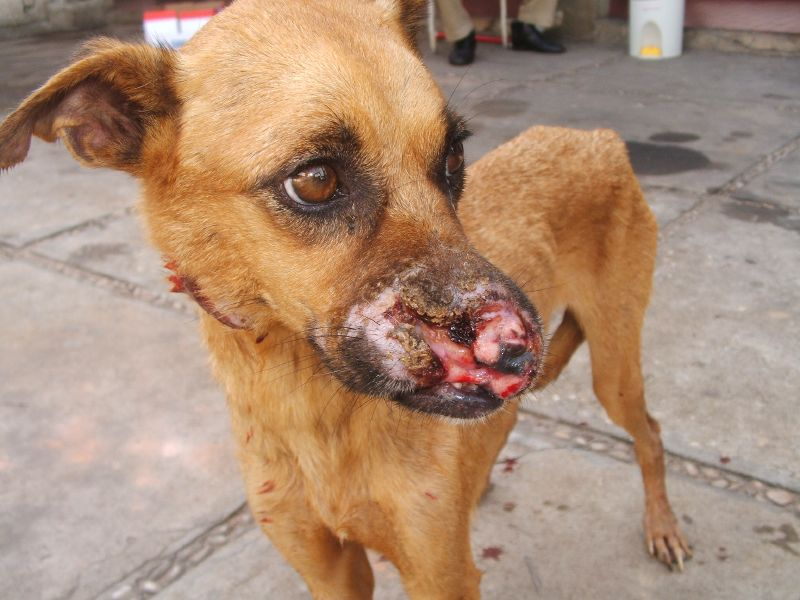
Cão com leishmaniose visceral

A Leishmaniose visceral (LV) é a forma mais severa de leishmaniose. É o segundo maior assassino parasitário no mundo, depois da malária, responsável de uma estimativa de 60 000 que morrem da doença cada ano entre milhões de infecções mundiais. O parasita migra para os órgãos viscerais como fígado, baço e medula óssea e, se deixado sem tratamento, quase sempre resultará na morte do hospedeiro mamífero. Sinais e sintomas incluem febre, perda de peso, anemia e inchaço significativo do fígado e baço. De preocupação particular, de acordo com a Organização Mundial de Saúde (OMS), é o problema emergente da coinfecção HIV/LV.

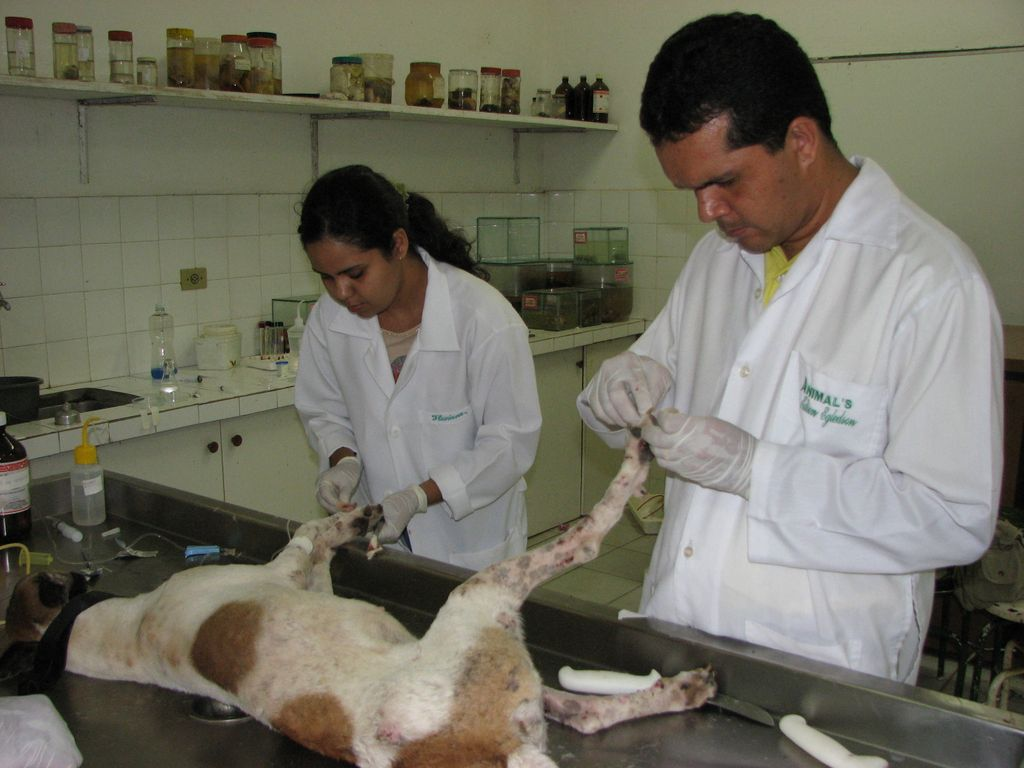
Calazar canino: coleta de material

Em hospedeiros humanos, a resposta da infecção por L. donovani varia bastante, não só pela força mas também pelo tipo da reação imune do paciente. Pacientes cujos sistemas imunes produzem números grandes de células-T do tipo TH1 que fortalecem as defesas celulares mas não encorajam a formação de anticorpos, frequentemente recuperam-se facilmente da infecção e depois são imunes a uma re-infecção. Pacientes cujos sistemas produzem mais células do tipo TH2, que precipita a formação de anticorpos mas não faz nada para a saúde celular, é provável sucumbir depressa para leishmaniose. Tal ocorre porque as leishmanias escondem-se no interior dos leucócitos hospedeiros, ali permanecendo imunes à ação dos anticorpos. Embora fator importante no combate, a resposta humoral apenas não é suficiente para impedir ou deter a infecção.
Quando um paciente humano desenvolver leishmaniose visceral, os sintomas mais típicos são febre e a amplificação do baço, ou esplenomegalia, sendo observado também por vezes amplificação do fígado ou hepatomegalia. O enegrecer da pele, que deu à doença seu nome comum na Índia, não aparece na maioria dos casos de doença, e os outros sintomas são muito fáceis de confundir com os da malária. O erro no diagnóstico é perigoso, pois, sem tratamento, a taxa de mortalidade para kala-azar está perto de 100%.
Pneumonia, tuberculose e disenteria estão onipresentes nas regiões onde leishmaniose prospera, e, como a AIDS, estas são as infecções que são as mais prováveis assassinas em um anfitrião cujo sistema imune foi debilitado pela infecção do L. donovani. O progresso da doença é extremamente variável, demorando entre uma a vinte semanas. 
Após recuperação, a calazar nem sempre deixa seus anfitriões sem marcas. Algum tempo depois do tratamento, uma forma secundária da [doença] pode começar, chamada leishmaniose dérmica pós-kala-azar ou LDPK. Esta condição se manifesta primeiro como lesões de pele na face que gradualmente aumentam em tamanho e espalham-se pelo corpo. Eventualmente as lesões podem desfigurar, deixando estruturas inchadas que se assemelham a lepra, e causando cegueira ocasionalmente se atingirem os olhos. Esta doença não é a leishmaniose cutânea, uma doença mais moderada causada por outro protozoário do gênero Leishmania que também causa lesões de pele.

## Patogenia e Manifestações clínicas da leishmaniose visceral
Ocorre a agressão traumática com a lise celular e agressão espoliativa com a utilização de nutrientes das células do hospedeiro. Também ocorre a proliferação das células de defesa no sítio de infecção e nos órgãos afetados.
É importante ressaltar que uma resposta mediada por linfócitos Th1 é mais eficiente no combate ao protozoário, uma vez que ocorre maior ativação e recrutamento de macrófagos e, consequentemente, uma maior morte dos protozoários. Em contrapartida, na ativação de Th2, existe uma maior permissão de multiplicação do protozoário e uma maior disseminação. Na leishmaniose visceral em torno de 5% vão apresentar uma forma sintomática e clássica. A grande maioria vai desenvolver uma forma assintomático ou oligosintomatica. 
O indivíduo assintomático tem um equilíbrio entre a produção de citocinas anti-inflamatórias e pró-inflamatórias, dessa forma, não é gerado sintomas: nesse contexto, o indivíduo não elimina o protozoário, mas tem um controle parasitário. Dessa forma, quando a quantidade de resposta imunológica é suficiente para manter a quantidade de parasito baixa, o indivíduo é assintomático. 
Mas se existir um desequilíbrio nessa resposta, com uma maior produção de citocinas pró inflamatórias e uma maior ativação de células Th2, o indivíduo terá sintomas. Quando isso ocorre, o paciente tem uma menor ativação de macrófagos e maior ativação de citocinas pro inflamatórias, tendo uma maior multiplicação de protozoários e sintomas associados. 
Dentro das manifestações clínicas, inicialmente, o paciente pode  ter a fase cutânea, mas quando essas lesões ocorrem, elas evoluem de forma benigna e se curam espontaneamente.
Quando ocorre a disseminação hematogênica, normalmente, esse protozoário alcança o baço ou o fígado. Nesses órgãos, a forma amastigota começa a se multiplicar nas células fagocitárias, gerando uma reação inflamatória, com consequente aumento do órgão. Nesse contexto, o paciente também pode ter aumento de linfonodo. Quando a infecção ocorre na medula óssea, ocorre a destruição de células e substituição das células precursoras por células fagocitárias de defesa, ocorrendo, assim a deficiência de produção de hemácias. 
A forma subclínica, quando em regiões não endêmicas, pode ser confundida com dengue, febre amarela ou malária. Grande maioria de óbitos se concentra na população infantil (comunidade médica não sabe explicar o porquê). 
Febre é um dos primeiros sinais: febre alta e que se repete ao longo de semanas. No exame físico é possível palpar o fígado e o baço. Quando isso ocorre, deve-se pensar  em leishmaniose mesmo que não seja uma área endêmica. 
Apesar da maioria dos casos serem assintomáticos, quando os sintomas aparecem, 90% dos pacientes evoluem para óbito, dependendo da idade e do tratamento, mas normalmente entra no espiral da morte. 
No começo dos sintomas, o indivíduo tem dor no corpo, cefaleia, indisposição. Aqui chama atenção o aumento do fígado e baço associado a febre. Em seguida temos outro sinal: anemia profunda com palidez cutânea (destruição da medula óssea). Além disso, ocorre o emagrecimento associado e adinamia (criança que não quer fazer nada, está com fraqueza muscular e só quer dormir). Em seguida tem um maior aumento de fígado e baço, piora do estado geral, alterações de linhagens branca, posterior à diminuição da linhagem vermelha (primeiro ocorre diminuição da linhagem vermelha para depois cair a branca). A leucopenia gera infecções secundárias. Ademais, o indivíduo começa a ter sangramento na região nasal e bucal, gerada pelo plaquetopenia. Além disso, o paciente também tem hipergamaglobulinemia, ou seja, uma grande ativação de linfócitos B e grande produção de gamablobulinas inespecíficas que não servem absolutamente para nada, uma vez que não defendem contra o protozoário. Por fim, a pessoa vai ter icterícia, sangramentos, infecções e choque: morte do paciente pelo “famoso” espiral da morte. 
Aumento do baço ocorre em direção ao umbigo: palpo esperando que o crescimento acompanhe o umbigo. 
Os aspectos clínicos que observamos: 
Tempo de incubação pode ser de 3 a 8 meses- indivíduo depois de 8 meses pode começar a apresentar os sintomas ou ficar assintomático durante toda a vida. É uma doença febril alta e não continuada (febre que vai e volta- pode ser confundida com MALÁRIA), emagrecimento, anemia, hepatoesplenomegalia, alterações hematológicas : anemia, leucopenia, neutropenia, plaquetopenia. Além disso, existe a hipoalbuminemia e a hipergamaglobulinemia. 
Quase sempre, a apresentação da doença é típica. Ou seja, se o indivíduo tem febre, esplenomegalia e anemia deve-se suspeitar de Leishmaniose visceral,  uma vez que quase 90% das pessoas que tem a forma sintomática vão ter esses sintomas. (Quando a pessoa é sintomática, normalmente, o diagnóstico é fácil). 
Assim como no Chagas, a leishmaniose tem uma maior gravidade no paciente imunocomprometido, uma vez que não pode dissociar a leishmaniose do sistema imune. Assim, em pacientes soro positivos, pode ocorrer o envolvimento de órgãos não pertencentes ao sistema fagocítico-mononuclear, ou seja, fígado, baço e medula óssea. Além disso, esses pacientes têm maior frequência de recidivas.

Portanto, a gravidade das manifestações clínicas, a resposta ao tratamento, a evolução e o prognóstico estão diretamente associados à condição imunológica do paciente, avaliada por meio da contagem de linfócitos TCD4+.